# Højer Mølle
Højer Mølle er en hollandsk vindmølle med helmuret undermølle og galleri, hvorfra den krøjes manuelt. Den er bygget i 1857 og beliggende midt i Højer by. Møllen har 7 lofter og er 22 meter høj. Dermed er den  den højeste af sin art i Nordeuropa.
Emil Roll lod i 1857 Højer Mølle opføre, og møllen var i funktion som kornmølle indtil 1972. Den blev restaureret 1976-77 og er indrettet som Mølle-og Marskmuseum.

## Konstruktion og teknik
Højer Mølle er en ottekantet hollandsk mølle med kælder og undermølle, der var indrettet som butik. Den nordlige dør er dekoreret med Højers byvåben og inskriptionen "Mari Natus". Møllen har syv lofter med muret undermølle og en overmølle, der er beklædt med spån. Overmøllens krop har et karakteristisk svaj, der giver et pileformet udseende. Hatten er bådformet. Vingerne har sejl og vindbrædder. Oprindelig havde møllen 25 meter lange selvsvikkende vinger og krøjeværket var styret af en vindrose. Ved den omfattende restaurering i 1976-1977 blev vingerne afkortet med ca. 2 meter og udstyret med klapper til sejl, mens krøjeværket foregår manuelt fra galleriet. De fem øverste lofter er indrettet til formaling af kornet.

### Broloftet
Broloftet, det øverste loft i undermøllen, har navn efter broen, som er den konstruktion, der bærer kværnene på loftet ovenover. De kraftige stolper kaldes brostolperne. En melsigte og meltudene, hvorfra det malede mel drysser ned i sækkene, findes her.

#### Kværnloftet
De fire kværne, der maler kornet, er placeret på det første loft i overmøllen, kværnloftet. Selve hovedakslen, der løber tværs ned gennem møllen, ender på dette niveau i et leje. Fra kværnloftet er der en dør, som fører ud til galleriet, hvor møllen startes og bremses.

#### Lorrisloftet
Næste loft kaldes lorrisloftet og domineres af hejseværket, hvorfra det gennem lemme har været muligt at hejse sække op og ned efter behov.

#### Stjernehjulsloftet
I løbet af 1700-tallet udvikledes det såkaldte stjernehjul, en mekanisme, der fordeler kraften til kværnene. Forskellen i diameter på stjernehjulet og kværnenes mindre stokkedrev øgede kværnenes hastighed betragteligt i forhold til tidligere møllers egenskaber. I Højer Mølle har stjernehjulet sit eget loft.

#### Møllehatten
Mølleakslen, der bærer vingerne, er via et hathjul forbundet til et stort vandret kamhjul i toppen af møllen. Dette kamhjul kaldes ”krondrevet” og er normalt lavet af træ. Krondrevet er i drev med møllens hovedaksel, der i Sønderjylland betegnes kongevellen. Når møllen er i funktion, er hathjulet og krondrevet i indgreb, hvilket vil sige, at tænderne på hjulene er skubbet ind mellem hinanden. Rundt om hattehjulet sidder møllens bremse, persen.